# Sarah Lesch

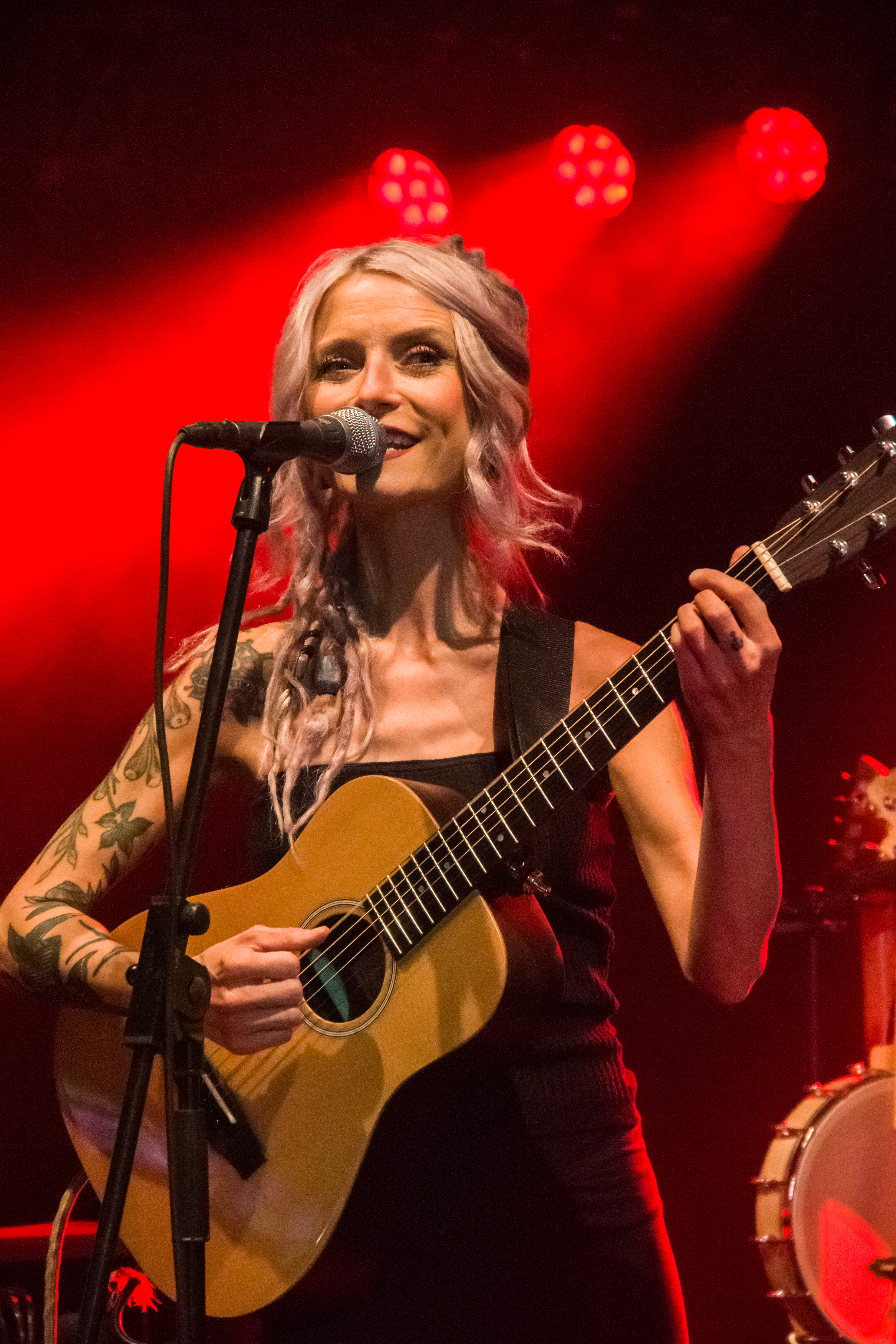
Sarah Lesch (2022)

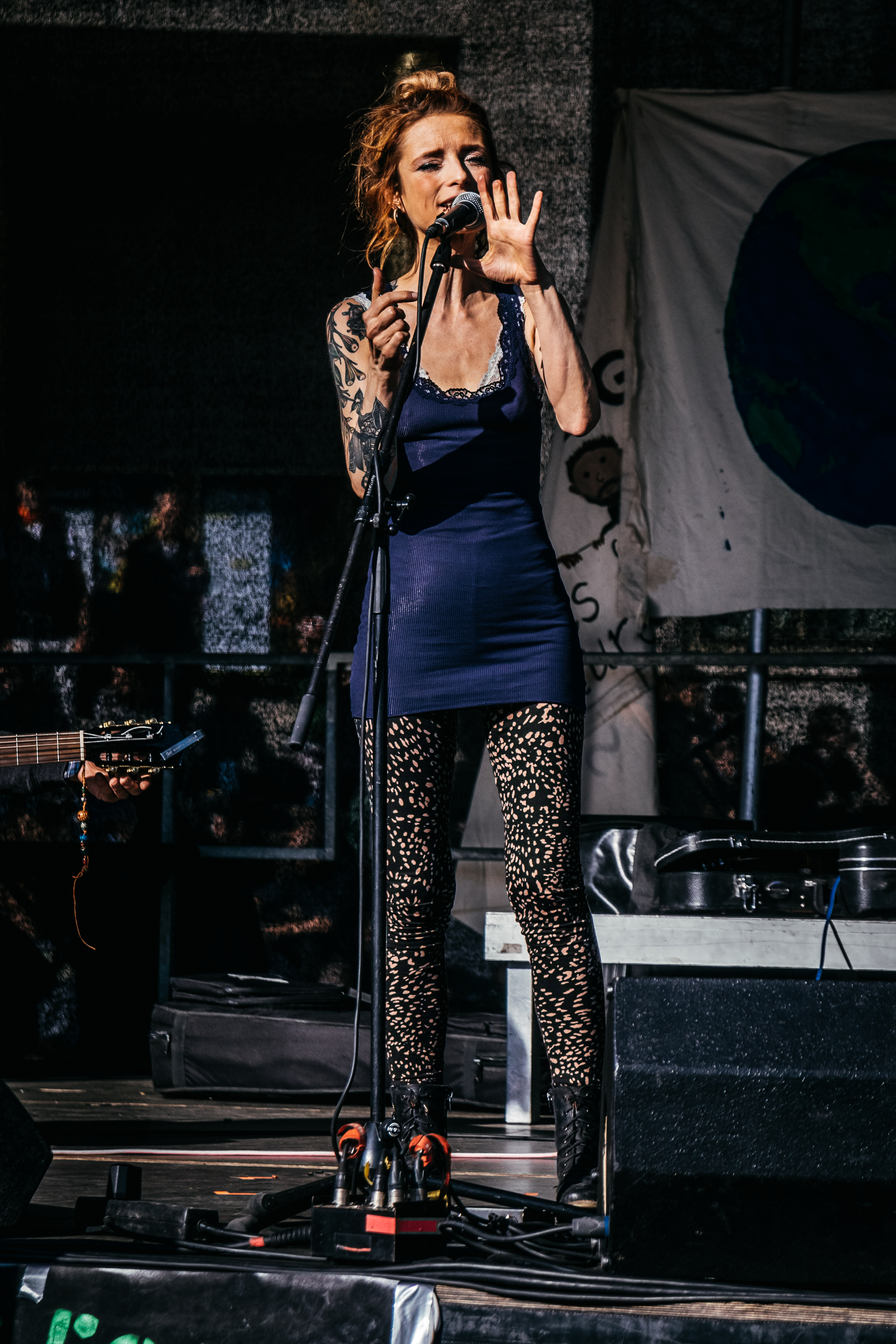
Sarah Lesch bei einer Fridays-for-Future-Demonstration (2019)

Sarah Lesch (* 1. März 1986 in Altenburg) ist eine deutsche Liedermacherin.

## Privatleben
Sarah Lesch wurde im thüringischen Altenburg geboren und zog im Alter von fünf Jahren mit ihrer Mutter nach Baden-Württemberg. Ihr Vater Ralf Kruse ist ein Leipziger Musiker. Er spielte unter anderem bei Amor & die Kids und dem Original Erzgebirgs-Duo. Sie hat väterlicherseits eine Halbschwester und einen Halbbruder, die sie erst während ihrer Zeit als Sängerin kennenlernte.
Lesch schrieb Musik für Kindertheaterstücke und arbeitete von 2009 bis 2013 als Erzieherin in Tübingen. Seither ist sie vorwiegend als Musikerin tätig. Sie ist Mutter eines Sohnes und lebt seit Ende 2015 in Leipzig.

## Karriere
Leschs Debütalbum mit dem Titel Lieder aus der schmutzigen Küche erschien 2012 in Eigenregie unter dem Alias „Chansonedde“, wurde 2015 von Rummelplatzmusik digital vertrieben und 2016 in Zusammenarbeit mit dem Label Kick The Flame auch als CD aufgelegt. 2015 veröffentlichte sie ihr zweites Studioalbum, Von Musen und Matrosen, bei Rummelplatzmusik unter ihrem bürgerlichen Namen. 2016 nahm das Leipziger Musikunternehmen Kick The Flame sie unter Vertrag. Dort erschien 2017 ihr drittes Studioalbum Da Draussen; im September 2019 folgte mit Den Einsamen zum Troste eine EP bei dem Label Räuberleiter GbR. 2020 publizierte sie mit Der Einsamkeit zum Trotze (bei Kick The Flame) ihr viertes Album, im November des nächsten Jahres folgte Triggerwarnung  (bei Räuberleiter GbR).
Mit dem sechsminütigen Song Testament, den Lesch für ihren Sohn schrieb, gewann sie 2016 den in Wien ausgetragenen Protestsongcontest und beim Hermann-Hesse-Festival in Calw den zweiten Platz des Panikpreises. Der Song, der das Kind auf eine ungewisse Zukunft vorbereiten soll, erfuhr daraufhin große Verbreitung im Internet und wurde auch von rechtspopulistischen Websites und rechtsextremen Gruppierungen weiterverbreitet. Sie distanzierte sich von dieser Vereinnahmung deutlich. In ihrem Lied Der Kapitän singt sie über die Rettung von 37 Personen aus Seenot mit dem Schiff Cap Anamur durch Stefan Schmidt, ihren ehemaligen Schwiegervater.
Lesch tritt seit 2013/2014 regelmäßig auf, vorwiegend auf kleineren Bühnen. Unter anderem war sie bei den Hamburger Küchensessions oder Inas Nacht zu sehen und trat beim Musikfestival Songs an einem Sommerabend auf.

## Auszeichnungen
- 2015: 1. Platz beim Troubadour Chanson & Liedwettbewerb (als „Chansonedde“)
- 2016: 2. Preis des Panikpreises (Udo-Lindenberg-Hermann-Hesse-Panikpreis)[7]
- 2016: 1. Platz beim FM4-Protestsongcontest mit dem Song Testament[14]
- 2016: Förderpreis für junge Songpoeten der Hanns-Seidel-Stiftung[15]
- 2017: Förderpreis des Kleinkunstpreis Baden-Württemberg[16]
- 2023: Förderpreis zum Lessing-Preis des Freistaates Sachsen[17]

## Diskografie
Alben
- 2012: Lieder aus der schmutzigen Küche (2015 bei Rummelplatzmusik digital und 2016 bei Kick The Flame als CD aufgelegt)
- 2015: Von Musen und Matrosen (Rummelplatzmusik)
- 2017: Da Draussen (Kick The Flame)
- 2020: Der Einsamkeit zum Trotze (Kick The Flame)
- 2021: Triggerwarnung (Räuberleiter GbR)
- 2024: Gute Nachrichten (Meadow Lake Music)

EP
- 2019: Den Einsamen zum Troste (Räuberleiter GbR)

Liederbücher
- Zu den ersten vier Alben gibt es ein Liederbuch mit allen Texten und Akkorden, allen Griffbildern (teilweise auch zur Ukulele) und weiteren exklusiven Gedichten.